# St. Aquilinus (Boxberg)

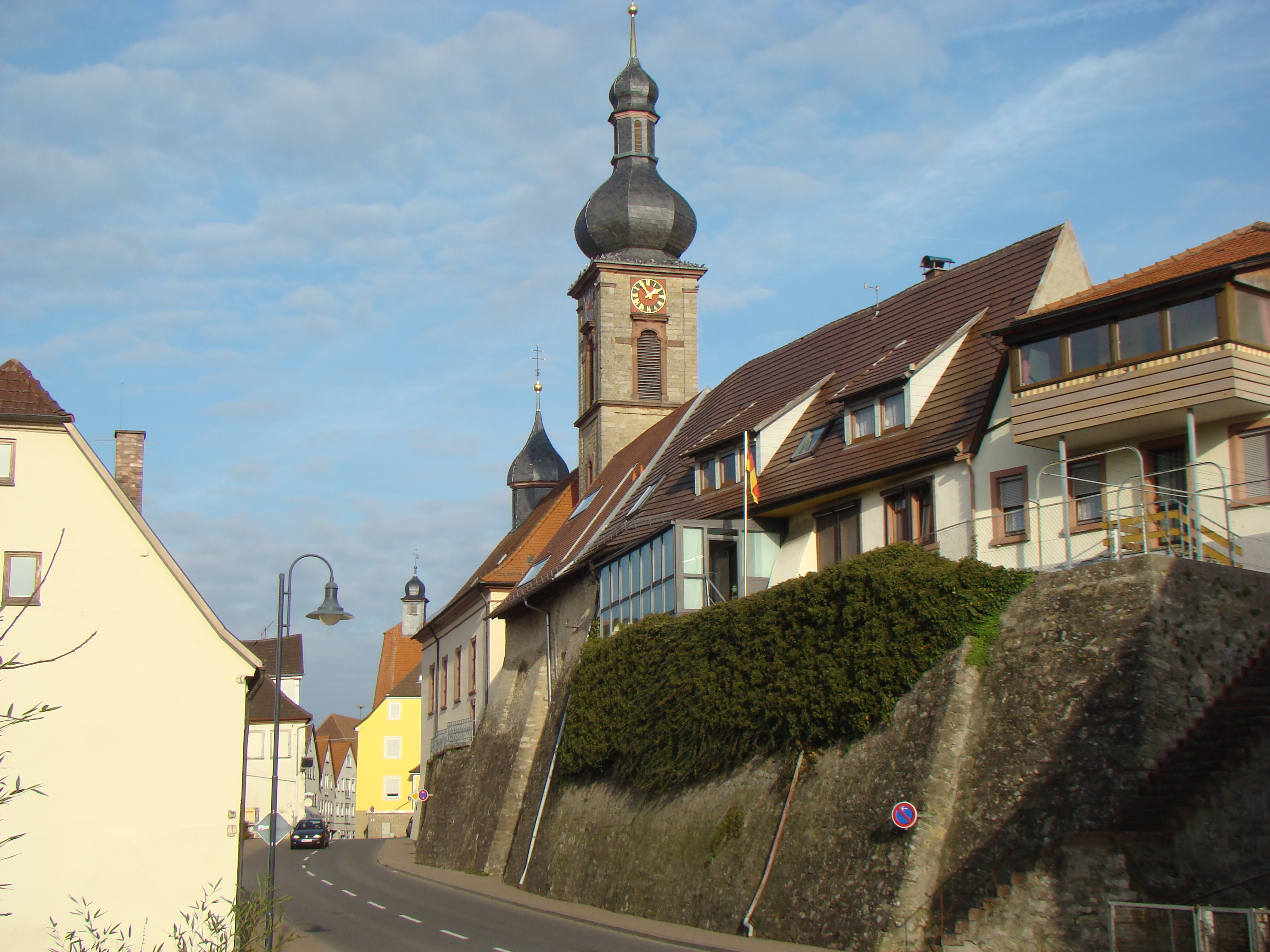
Die Kurpfalzstraße in Boxberg mit der St.-Aquilinus-Kirche

Die römisch-katholische Pfarrkirche St. Aquilinus in Boxberg im Main-Tauber-Kreis wurde in den Jahren 1709 bis 1712 errichtet und ist dem heiligen Aquilin geweiht.

## Geschichte
Die Aquilinuskirche wurde von 1709 bis 1712 nach Plänen von Balthasar Neumann im Barockstil errichtet.
Die Boxberger Aquilinuskirche gehört zur Seelsorgeeinheit Boxberg-Ahorn, die dem Dekanat Tauberbischofsheim des Erzbistums Freiburg zugeordnet ist.

## Kirchenbau und Ausstattung

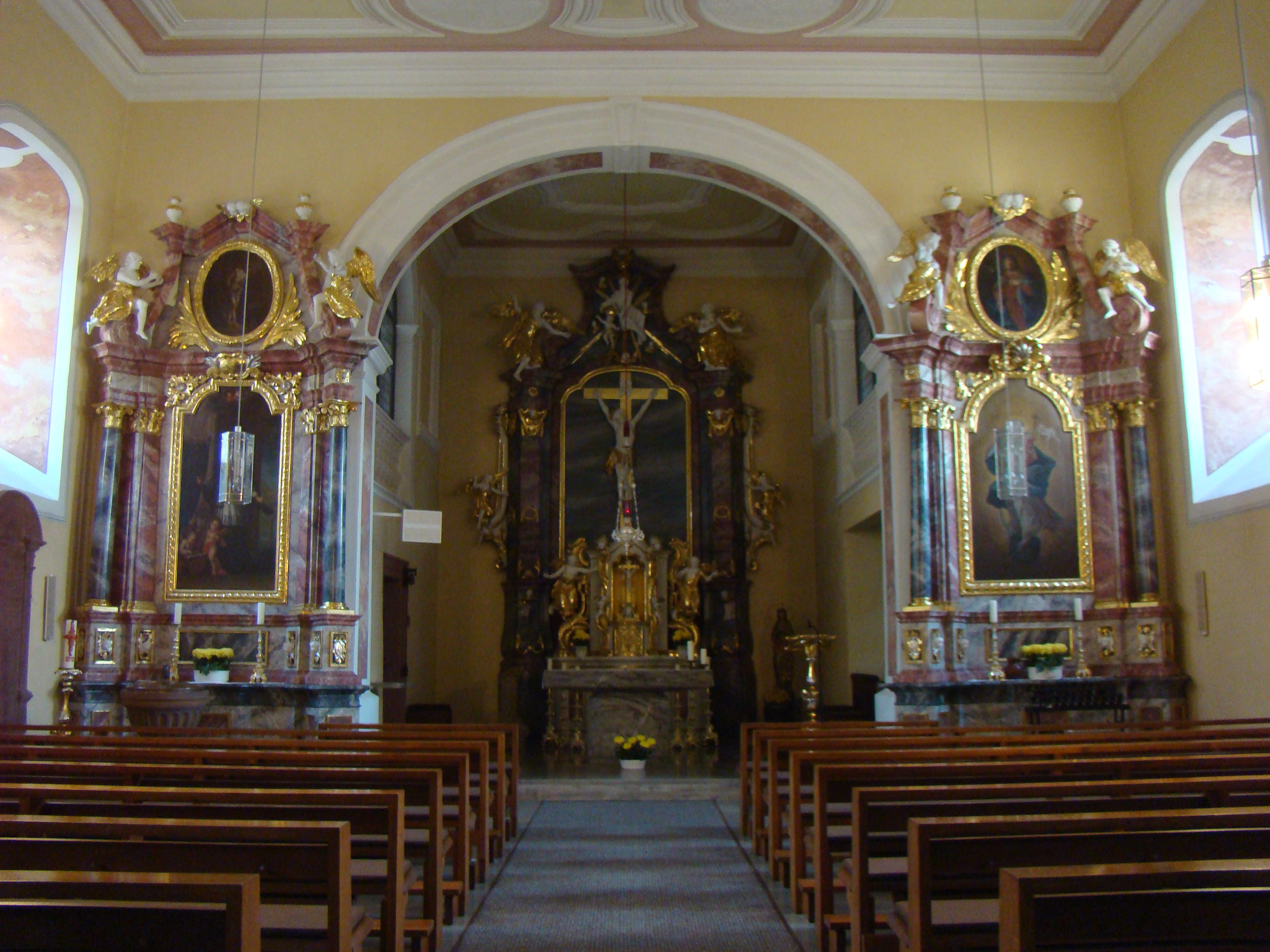
Blick in den Innenraum der Aquilinuskirche

### Glocken
Die Kirche verfügt über ein vierstimmiges Geläut. Drei Klocken stammen von der Glockengießerei Schilling aus dem Jahr 1953, eine vierte Glocke ist eine historische Glocke aus dem 18. Jahrhundert von der Glockengießerei Roth:
| Nr. | Gießer                      | Gussjahr | Material | Ø (cm) | Gewicht (kg) | Nominal |
| --- | --------------------------- | -------- | -------- | ------ | ------------ | ------- |
| 1   | F. W. Schilling, Heidelberg | 1953     | Bronze   | 110,3  | 773          | f1 + 5  |
| 2   | F. W. Schilling, Heidelberg | 1953     | Bronze   | 91,5   | 429          | as1 + 6 |
| 3   | J. L. Roth, Würzburg        | 1760     | Bronze   | 84,4   | 365          | b1 + 7  |
| 4   | F. W. Schilling, Heidelberg | 1953     | Bronze   | 72,4   | 216          | c2 + 5  |